# Хризаор
Хризаор (на старогръцки: Χρνσυώρ, „златомеч“) в древногръцката митология е великан, син на Посейдон и на горгоната Медуза, от тялото на която изскача, заедно с летящия кон Пегас, когато героят Персей отсича главата й.
Баща е от нимфата Калироя на великана Герион, който по-късно притежава стадо червени крави, които Херкулес открадва от него.
Според интерпретации на Диодор Сицилийски, Хризаор е цар на Иберия и има 3 сина (отговарящи, според него, на 3-те глави на Герион). 